# Luhove, Iarmolînți
Luhove (în ucraineană Лугове) este un sat în comuna Balamutivka din raionul Iarmolînți, regiunea Hmelnîțkîi, Ucraina.

## Demografie
Componența lingvistică a localității Luhove
     Ucraineană (98,52%)
     Alte limbi (1,19%)
Conform recensământului din 2001, majoritatea populației localității Luhove era vorbitoare de ucraineană (98,52%), existând în minoritate și vorbitori de alte limbi.